# Puerto Ordaz
Puerto Ordaz est une ville du Venezuela dans l'État de Bolívar, chef-lieu de la municipalité de Caroní. Elle forme avec San Félix et Matanzas, la conurbation de Ciudad Guayana, quatrième agglomération du pays par sa population.

## Géographie
Puerto Ordaz fait partie de Ciudad Guayana, une conurbation regroupant les trois villes de San Félix, Matanzas et Puerto Ordaz. Elle est située à 950 km au sud-est de Caracas.
Elle est située au confluent de la rivière Caroní et du fleuve Orénoque.

## Histoire
La ville est fondée en 1961. Elle est la réponse au souhait de l'état vénézuélien de construire une ville avec un pôle économique centré sur la production électrique et la sidérurgie.
Le gouvernement vénézuélien a sollicité le soutien des experts du MIT et de Harvard pour la planification de la ville.

## Économie
La plupart des grandes entreprises de la conurbation sont situées à Puerto Ordaz[réf. nécessaire], ce qui fait de la ville un important centre industriel, notamment de production de fer et d'électricité.

## Infrastructures et urbanisme

### Sport
Au cœur de la ville se trouve le parc Cachamay avec ses chutes d'eau et sa végétation luxuriante. À proximité se trouve le CTE Cachamay, un stade de football d'une capacité de 40 000 spectateurs, rénové lors de la Copa América de 2007.

### Transports
Puerto Ordaz possède un réseau d'avenues et d'autoroutes développé.
L'aéroport se dénomme Manuel Carlos Piar (Héros local lors de la lutte indépendantiste de l'empire espagnol).

## Personnalités
- Sara Fratini (1985-) dessinatrice, une illustratrice, artiste de rue et manager des organisations culturelles vénézuélienne.